# Zygmunt Traczyk
Zygmunt Traczyk (ur. 10 sierpnia 1898 w Żyrardowie, zm. 1 stycznia 1953 w Warszawie) – polski lekarz urolog.

## Życiorys
Syn Józefa Traczyka i Natalii z Jasińskich. Uczęszczał do Gimnazjum im. Tadeusza Reytana w Warszawie, które ukończył w 1920 roku. W 1926 roku ukończył studia na Wydziale Lekarskim Uniwersytetu Warszawskiego, uzyskując tytuł doktora wszech nauk lekarskich. Specjalizował się w urologii. W 1949 roku otrzymał tytuł docenta urologii Uniwersytetu Warszawskiego. Od 1951 był profesorem nadzwyczajnym w Katedrze Urologii Akademii Medycznej w Warszawie. Współzałożyciel i pierwszy prezes Polskiego Towarzystwa Urologicznego.
Postanowieniem Rady Państwa z 7 stycznia 1953 został pośmiertnie odznaczony Krzyżem Kawalerskim Orderu Odrodzenia Polski „za zasługi w dziedzinie nauki i dydaktyki”.

## Publikacje
- Duży łagodny mieszany guz nerki (Lipoma et myofibroma vascularisatum renis) (1938)
- Operacja gruczolaka sterczu drogą pozałonową i zewnątrzpęcherzową (metoda Millina) (1949)